# Effektfilter

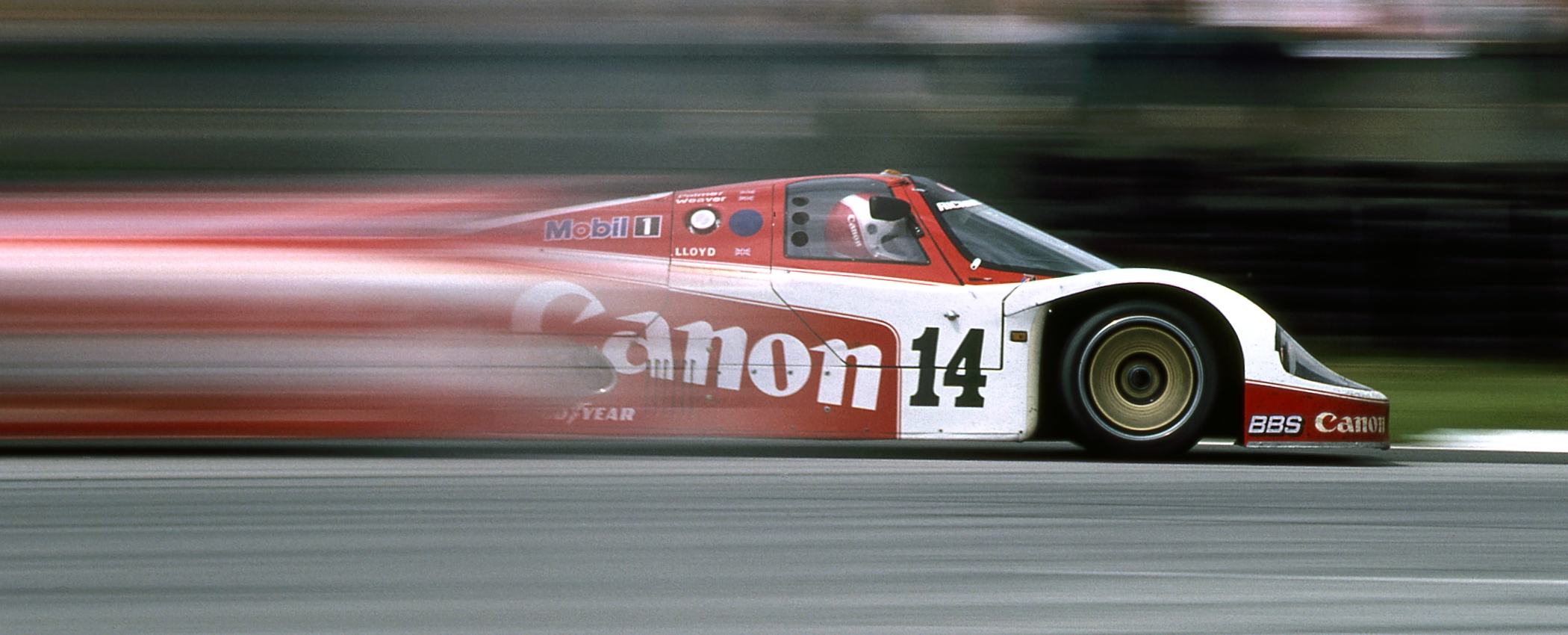
1985: Mitzieher (1/60 s) eines Rennwagens mit einem kurzen Teleobjektiv, dessen Frontlinse zur Hälfte mit einem Effektfilter (Speed Filter) abgedeckt war

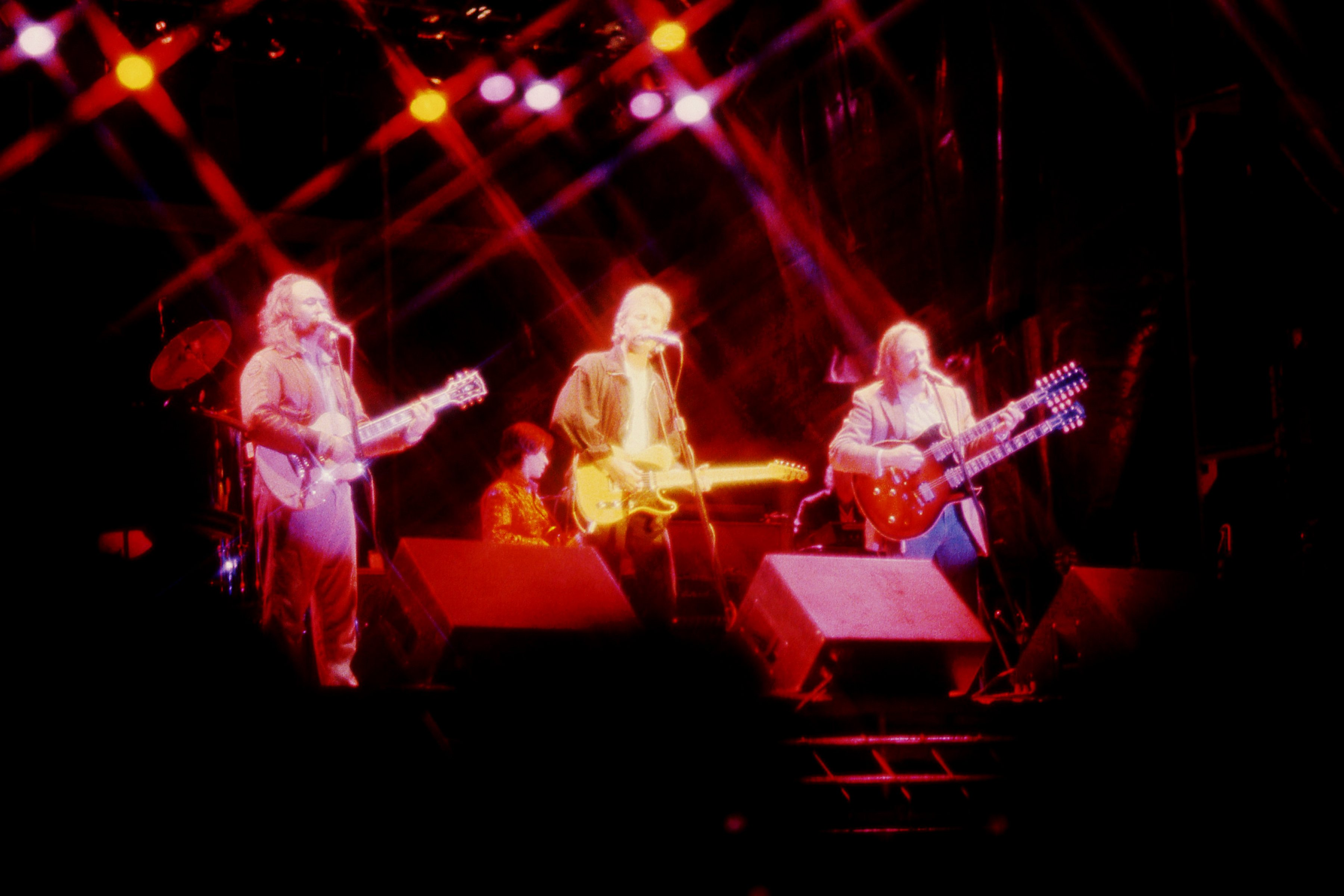
1983: Crosby, Stills and Nash bei einem Open-Air-Konzert durch einen 4×-Gitterfilter fotografiert

Unter Filtern im Allgemeinen versteht man in der Fotografie Glas- oder Kunststoffscheiben, aber auch Folien aus Kunststoff oder Gelatine und weiteren Materialien, die meist in den Strahlengang der Kamera, seltener auch eines Vergrößerungsgerätes in der Dunkelkammer oder des Diaprojektors eingebracht werden, um gezielt Veränderungen am Bild hervorzurufen. Konversionsfilter und Korrekturfilter dienen zumeist der Anpassung an besondere Lichtverhältnisse (siehe Farbtemperatur) oder in der Schwarzweißfotografie einer Beeinflussung der Tonwerte. 
Effektfilter oder Kreativfilter zielen darüber hinaus auf weiter gehende Wirkungen ab. Bestimmte Effekte werden dabei bewusst als Gestaltungsmittel eingesetzt um Fotos zu verfremden.

## Allgemeine Eigenschaften
Höherwertige Filter werden normalerweise mit einer oder mehreren Vergütungsschichten (Entspiegelungsschichten) versehen. Diese Schichten sollen Streulicht und Reflexe vermeiden und somit optimale Bildergebnisse liefern. Viele Effektfilter haben eine drehbare Fassung. Nahezu alle Effektfilter sind in ihrer Wirkung von der Brennweite des Objektivs und der Blendeneinstellung abhängig.

## Typen

### Sternfilter

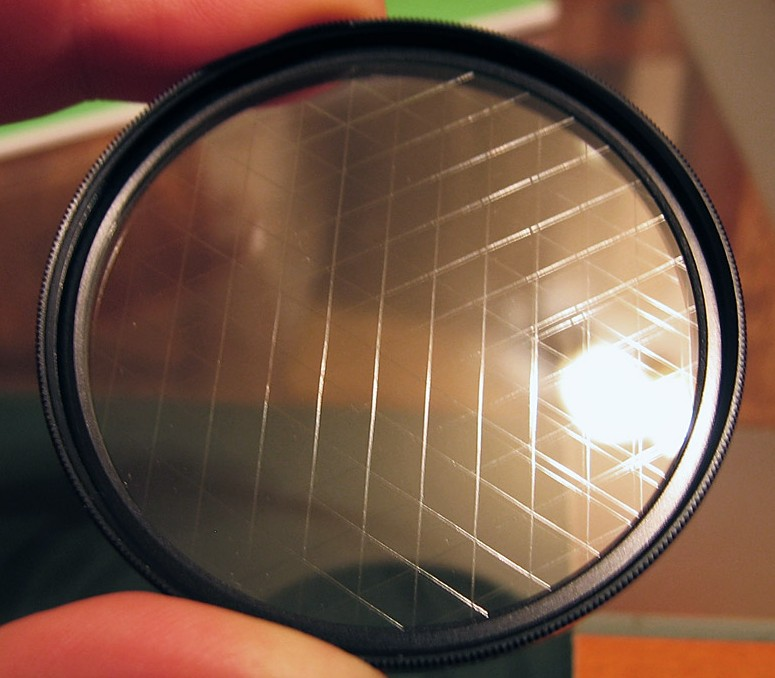
Sternfilter

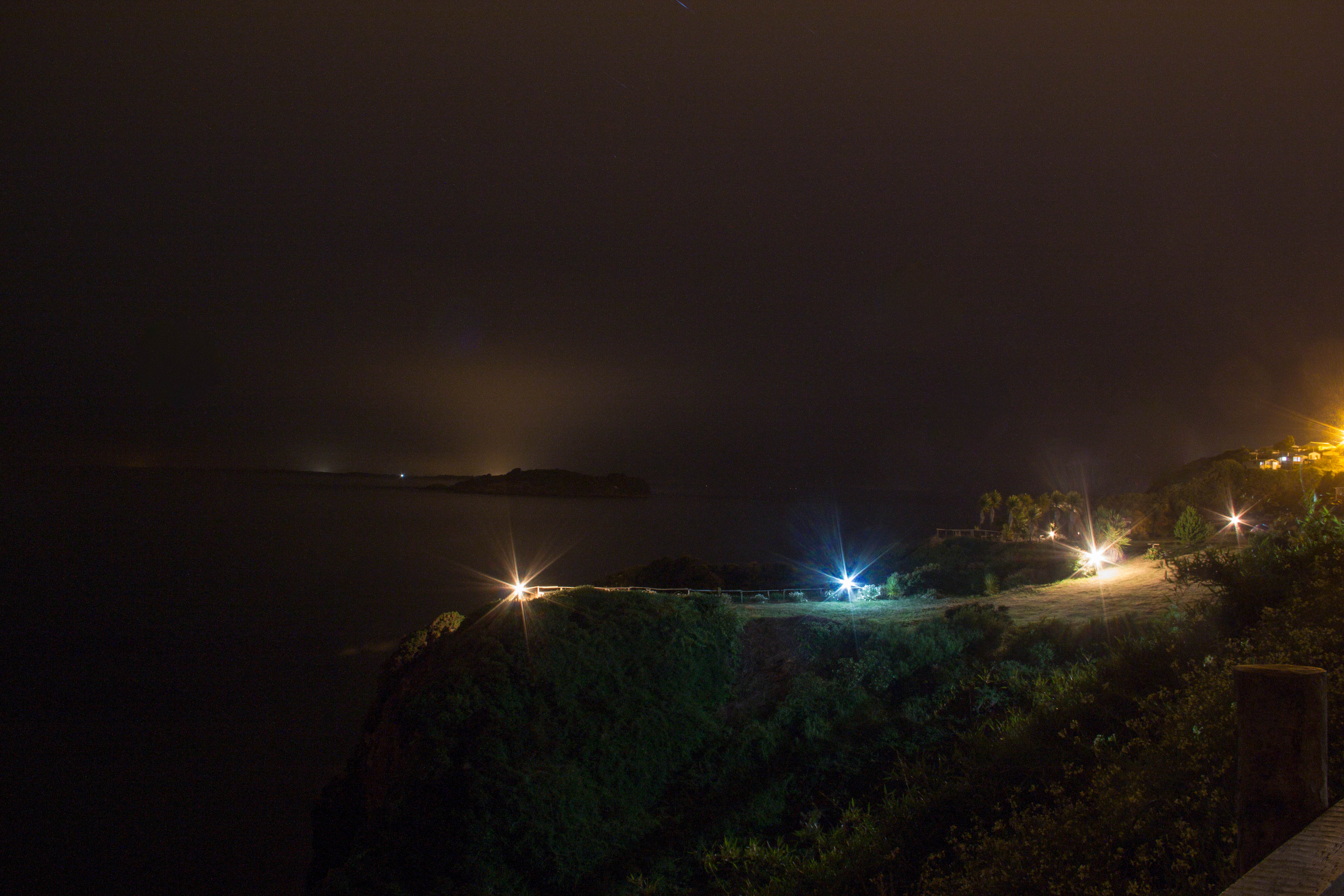
Anwendung des Sternfilters

Sternfilter, auch Kreuzfilter oder entsprechend ihrem Aufbau auch Gitterfilter genannt, formen Spitzlichter im Motiv zu Sternen. Die Anzahl der Strahlen variiert dabei meist von vier bis acht oder manchmal auch sechzehn. Die Anzahl und Orientierung der Gitterlinien im Filter bestimmt die Intensität und Orientierung der Lichtkreuze.
Motive wie die Sonne, die Beleuchtung einer Stadt, Kerzen sowie Lichtreflexe auf Wasser, Metall oder Glas bekommen durch diese Filter einen wesentlich stärkeren Charakter.
Die Lichtquellen sollten sich dabei vom Hintergrund abheben. Dieses Filter lässt sich auch sehr gut mit anderen, wie etwa Farbverlauffiltern, kombinieren.

### Regenbogenfilter

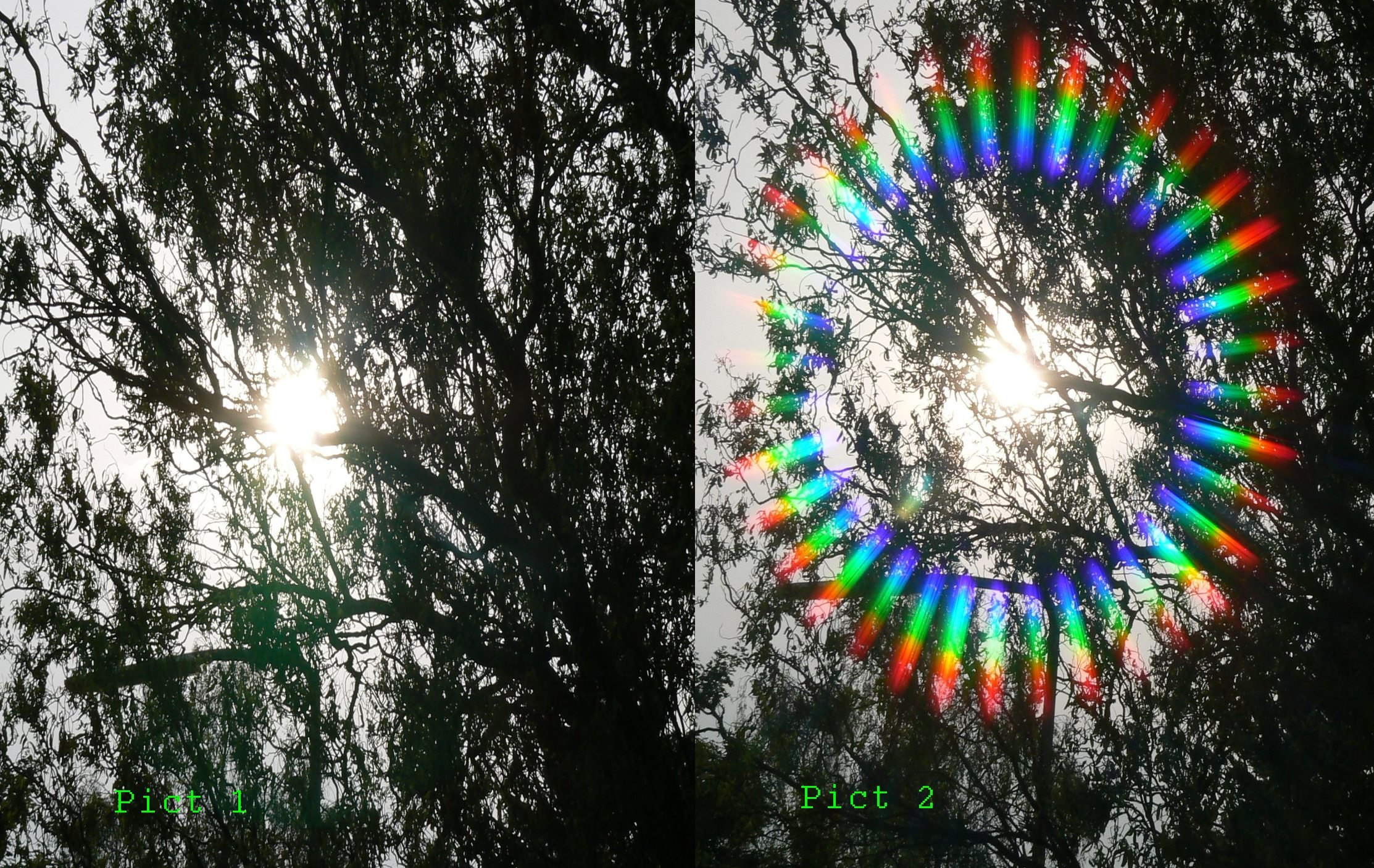
Bsp. 1 ohne Effektfilter, Bsp. 2 mit Spektralfilter-36×-Effekt

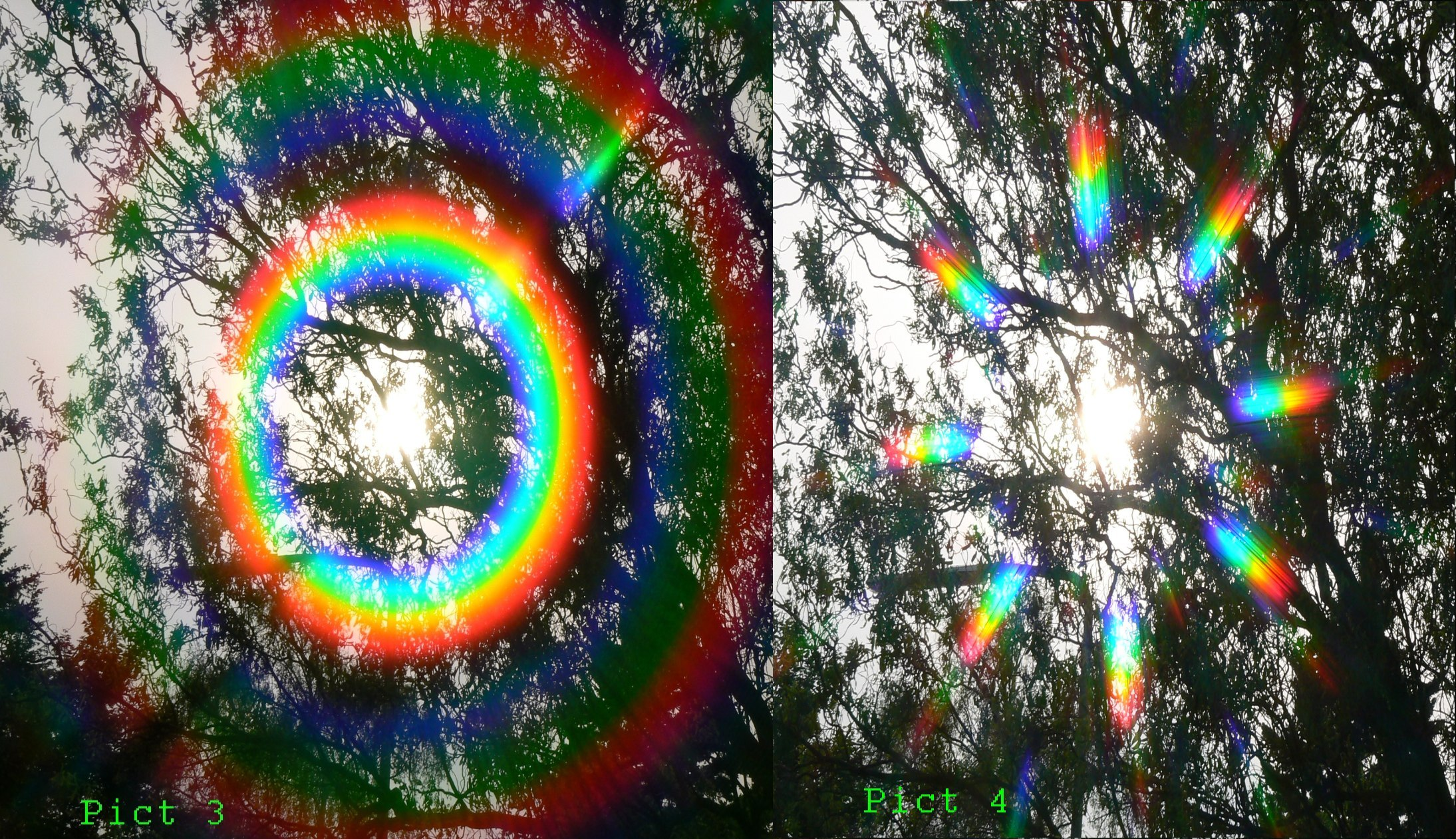
Bsp. 3 mit Spektralring-Effekt, Bsp. 4 mit 8×-Spektraleffekt

Regenbogenfilter, auch Spektraleffektfilter oder Farbsternfilter genannt, besitzen eine kaum sichtbare Mikroprismenstruktur, die dafür sorgt, dass helle Lichtquellen und Reflexionen mehrstrahlig und mehrfarbig (in die Spektral- oder Regenbogenfarben) aufgespalten werden. Die Ausführungen können variieren, beruhen aber alle auf dem gleichen Funktionsprinzip.
Spektral 36×
Die Orientierung des Mikroprismenrasters ist darauf ausgerichtet, die jeweiligen Lichtpunkte mit einer aus 36 bunten Strahlen bestehenden Rosette zu umgeben (siehe Beispiel 2).
Spektralring
Bei diesem Filter erscheinen die Spektralfarben ringförmig, um jede Lichtquelle oder Reflexion. Nicht also pfeilartig, sondern kreisrund (siehe Beispiel 3).
Spektral 8×, auch Pulsator genannt
Die Anordnung des Mikroprismenrasters ist so gewählt, dass 8 pfeilartige Strahlen von jeder Lichtquelle oder Reflexion ausgehen (siehe Beispiel 4).
Um Spektralfilter bei der Motivgestaltung einzusetzen, sollte man beachten, dass der Hintergrund, wie auch beim Gitterfilter, nicht zu hell beleuchtet ist, denn dann kommen die verfremdeten Lichtreflexe nicht richtig zur Geltung. Geeignet sind diese Filter bei Gegenlicht (Sonne) oder hellen Wasserspiegelungen. Sehr interessant kann es auch sein, den Filter in der Nacht bei Kunstlichtquellen zu nutzen. Dadurch lassen sich oft sehr überraschende Effekte erzielen.

### Verlaufsfilter
Ein neutralgrauer, von hell nach dunkel reichender Verlauf erlaubt die partielle Abdunkelung des Bildes. Damit können zu hohe Kontraste, die den Dichteumfang des Filmes/Sensors überschreiten, durch Abdunkelung der hellen Stellen korrigiert werden. Außerdem lassen sich damit dramatische Lichtstimmungen (z. B. besonders dunkler Himmel) erzeugen. Farbige Verläufe kombinieren diese mit einer Einfärbung von Bildteilen. Die Abdunkelung von zu hellen Bildstellen kann auch bei der digitalen Fotografie insbesondere dann nützlich sein, wenn der Motivkontrast den Dichteumfang des Aufnahmesensors überschreitet. Verlaufsfilter gibt es auch in Ausführungen, bei denen der Hell-dunkel-Übergang verschiebbar ist.

### Prismenfilter
Prismenfilter, auch  „Tricklinsen“ genannt, bilden mit drei oder mehr Flächen das Motiv mehrfach, teilweise verzerrt ab.

### Weichzeichner
Geben dem Bild einen „verwischten“ oder „traumhaften“ Eindruck. Diese Filter können auch nur Teile des Bildes bedecken, um beispielhaft die Bildmitte oder eine Hälfte des Bildes scharf darzustellen und den Rest des Bildes weichzuzeichnen. Die Weichzeichner können auch im weichgezeichneten Teil des Filters farbig beschichtet sein, um diesen Teil eine zusätzliche Farbwirkung zu geben. Im Handel gibt es verschiedene Ausführungen von Weichzeichnerfiltern: Eine mikroskopisch genarbte Filterscheibe, etwa wie ein Antireflex-Glas eines Fototrägers, erzeugt einen fokusunabhängigen Unschärfeeffekt (ähnlich der Gaußschen Unschärfe als digitale Bildbearbeitung). Ein Filter, in dem in eine plane Glasscheibe konzentrische Ringe eingeschliffen wurden, erzeugt ein normal scharfes Bild, dem ein Anteil Unschärfe überlagert wurde. Dieser Filter wird nach den Erfindern Jenő Dulovits und Miklos Tóth auch als „Duto“  bezeichnet. Eine weitere Variante verwendet unregelmäßig verteilte Noppen, ähnlich wie Wassertropfen.
Ähnliche Effekte lassen sich auch erzeugen, indem man einen neutralen Filter, etwa einen Skylight- oder UV-Filter vom Rand her mit einem leicht mit Vaseline angefetteten Finger überstreicht. Hierdurch lässt sich sowohl die Effektstärke als auch der weichzuzeichnende Bereich recht gut steuern.

### Vignettierungsfilter und Masken
Vignettierungsfilter und Masken werden verwendet, um Teile des Bildes abzudunkeln oder bei Doppelbelichtungen auszumaskieren. Der Doppelgängerfilter (auch Dual Image Filter) ist eine halbe schwarze Planscheibe in einer Drehfassung mit Zahlenkranz. Hierbei ist zu beachten, dass die Kamera für Doppelbelichtungen ausgerüstet sein muss. Des Weiteren ist ein stabiles Stativ unerlässlich. Bei den zu erzielenden Doppelgängeraufnahmen muss es sich nicht unbedingt nur um Personen handeln. Zum Beispiel eignen sich Landschaften mit freiem Himmel zum Einbelichten von Sonne oder Mond vorzüglich als Motive. Nach dem Belichten der einen Bildhälfte wird der Vorsatz um 180° auf die entgegengesetzte Seite gedreht und die andere Bildhälfte belichtet. Damit Aufnahmen dieser Art gelingen, muss für das verwendete Objektiv bzw. die verwendete Brennweite eine ganz bestimmten Blende verwendet werden. Bei kleineren Brennweiten muss eine offenere Blende (das heißt eine kleinere Blendenzahl) gewählt werden. Am besten ermittelt man diese durch eine Testreihe. Das beste Ergebnis einer Doppelbelichtung ist die Abbildung mit der geringsten Helligkeitsdifferenz in der Mitte. Problemlos ist die Anordnung von Personen für Doppelgängermotive vor einem dunklen Hintergrund. Bei guten Einstellungen wird keine Trennungslinie zu sehen sein.

### Selbstgebaute Filter
Mit Farbfolien, klaren Glasscheiben mit Fettcreme oder Farbstiften bemalt, die vor die Optik gehalten werden, lassen sich zahlreiche weitere Effekte erzielen.

## Bildeffekte
In der Digitalfotografie sind einige der Effektfilter entbehrlich geworden, da sich die Effekte aus den unverfälschten Bilddaten nachträglich durch digitale Bildbearbeitung mit Grafikfiltern erzeugen lassen. Weichzeichnerfilter sind beispielsweise mit Bildbearbeitung besser umzusetzen. Beispiele für optische Filter, die auch in der Digitalfotografie bereits die Rohdaten verbessern, sind Polarisations-, Skylight-, UV-, Verlaufs- und Neutraldichtefilter.
Bei Bewegtbildern wie im Fernseh- und Filmbereich werden jedoch heute immer noch gerne und häufig Filter benutzt. Am häufigsten werden Stern-, Verlaufs- und Prismenfilter verwendet.